# Rolf Disch
Rolf Disch es un arquitecto alemán, pionero de la energía solar y activista ambiental . Nació en Friburgo de Brisgovia, Alemania, Disch ha dedicado un enfoque particular a la energía renovable y sostenible regional. 
Como jefe de su propia firma de arquitectura, Rolf Disch Solar Architecture, Disch se compromete a avanzar en el uso de energía solar de Alemania con respecto a la construcción y el diseño residencial, minorista y comercial. En 1994, Rolf Disch construyó el Heliotropo en Friburgo, que fue el primer hogar del mundo en crear más energía de la que usa, ya que gira físicamente con el sol para maximizar su aprovechamiento solar. Luego, Disch desarrolló el concepto PlusEnergy, simplemente convirtiéndolo en un objetivo permanente para que sus edificios produzcan más energía de la que consumen para vender el excedente de energía solar a la red con fines de lucro. 
La mayor empresa de Rolf Disch se completó en 2004 con el 59 viviendas PlusEnergy Barrio Solar y los 60 000 ft² (5574,2 m²). PlusEnergy Sun Ship . En junio de 2009, Disch lanzó la organización 100% GmbH, con el objetivo de hacer de Freiburg y su distrito circundante la primera región de energía renovable 100% sostenible del mundo. 

## Biografía

### Primeros años
Rolf Disch nació en Friburgo de Brisgovia, Baden-Württemberg, Alemania, en 1944. Disch estudió por primera vez la ebanistería en 1958 hasta que luego se cambió a albañilería en 1961. En 1962 se matriculó en la Escuela de Ingeniería Estructural en Friburgo como ingeniero estructural. Disch sabía que le apasionaba la construcción, aunque descubrió que su verdadero corazón mentía en la arquitectura y después de solo un año, en 1963, se transfirió como arquitecto a la Universidad de Ciencias Aplicadas de Konstanz, Alemania. Después de su graduación en 1967, Disch trabajó como arquitecto durante dos años y estableció su propia firma en 1969, Rolf Disch Solar Architecture . 

### Activismo
Rolf Disch se convirtió en un activista ambiental durante la protesta contra la construcción de una planta de energía nuclear en Wyhl, Alemania. Educado como un ecologista, Disch vio esta forma de energía como destructiva, buscando la energía renovable como una alternativa para lograr un desarrollo sostenible. Los manifestantes en Wyhl tuvieron éxito y nunca se construyó la planta de energía nuclear que alimentó el movimiento antinuclear. Con este éxito en mente, Disch aplicó su conocimiento arquitectónico al avance de los sistemas de energía renovables y sostenibles en la construcción. El "Diseño de Disch" fue un concepto en el que trabajó desde 1985 hasta 1988 construyendo todo tipo de buques con energía solar. Durante este período, en 1987, Disch corrió un automóvil de diseño solar auto-diseñado en el World Solar Challenge, una carrera que usaba solo vehículos con energía solar desde Darwin, Australia hasta Adelaida, Australia. Disch cofundó tres organizaciones que promueven el uso de energías renovables: Energie en Bürgerhand ( Energía en manos de los ciudadanos ), 100% GmbH y FESA - Förderverein Energie- y Solaragentur Regio Freiburg (Asociación de desarrollo para empresas de energía y energía solar en la región de Friburgo ). Disch es miembro activo de las asociaciones Eurosolar, Deutsche Gesellschaft für Sonnenenergie ( sociedad alemana de energía solar ), Deutsche Gesellschaft für Nachhaltiges Bauen e. V. ( Consejo alemán de construcción sostenible ). 

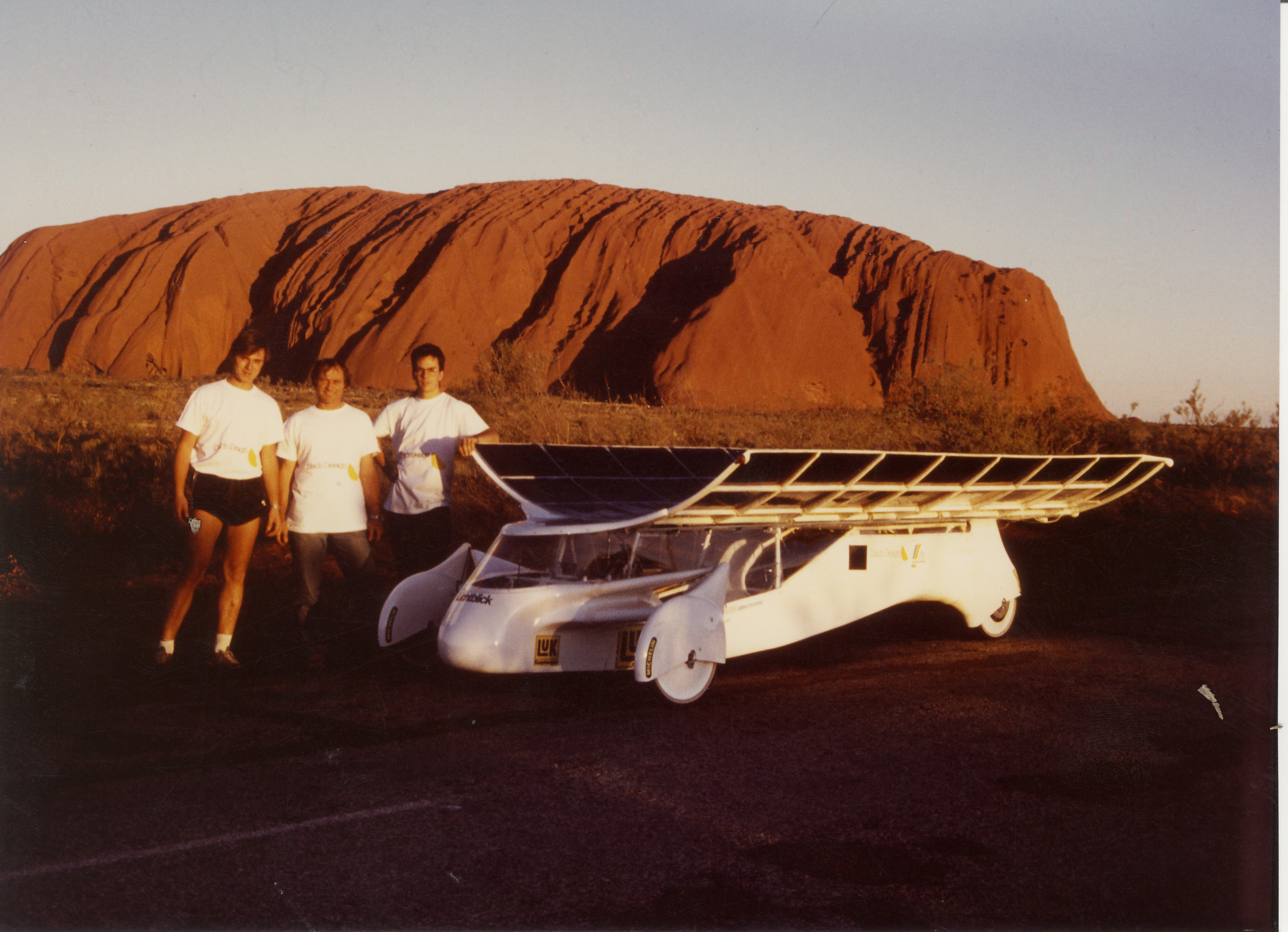
Rolf Disch y su equipo durante la carrera World Solar Challenge en Australia en 1987.

### Construido con el sol
Con un enfoque en el uso de energía solar en sus diseños, en 1993 Disch comenzó una iniciativa para hacer del Sport-Club Freiburg el primer equipo de fútbol solar en Alemania con paneles fotovoltaicos para alimentar su estadio. Junto con el entrenador Volker Finke, el estadio Dreisam en Friburgo fue el primer estadio de fútbol en Alemania en instalar energía solar. En 1995, Disch diseñó el edificio Heliotrope, una casa que gira físicamente con el sol para maximizar la luz solar y el uso del calor natural. El Heliotropo fue el primer edificio en el mundo en tener un balance energético positivo, lo que significa que genera más energía de la que consume. En el Heliotropo original, construido en el barrio Vauban de Friburgo, se utilizan diferentes tipos de conceptos de energía renovable y sostenible, además de la energía solar. Fue la primera de tres estructuras de este tipo que se construyó en Alemania. Después del diseño del Heliotrope Disch se ha promovido el uso de Energy-plus-houses . Su oficina, Rolf Disch Solar Architecture, utiliza la marca PlusEnergy para describir estas estructuras que producen más energía a partir de fuentes de energía renovables, en el transcurso de un año, de las que importan de fuentes externas. Desde entonces, ha diseñado varios de estos edificios, incluido el proyecto residencial Barrio Solar.

### Premios
Premio Alemán de Sostenibilidad 2008 <br> Premio de creatividad japonesa PEN-Magazine 2007-08  <br> 2006 La comunidad de viviendas más bella de Alemania <br> Premio Wuppertal de Energía y Medio Ambiente 2005  <br> Premio Global de Energía 2003 <br> Premio Solar Europeo 2002 <br> 2001 Premio de Arquitectura Fotovoltaica Baden-Württemberg  <br> Ecogerente del año 1997

## Trabajos seleccionados
- Heliotropo, Vauban Quarter Freiburg, 1994
- Heliotropo, Offenburg, 1994
- Heliotropo, Hilpoltstein, 1995
- Asentamiento Solar, Vauban Quarter Freiburg, 2002
- Sun Ship, Vauban Quarter Freiburg, 2004

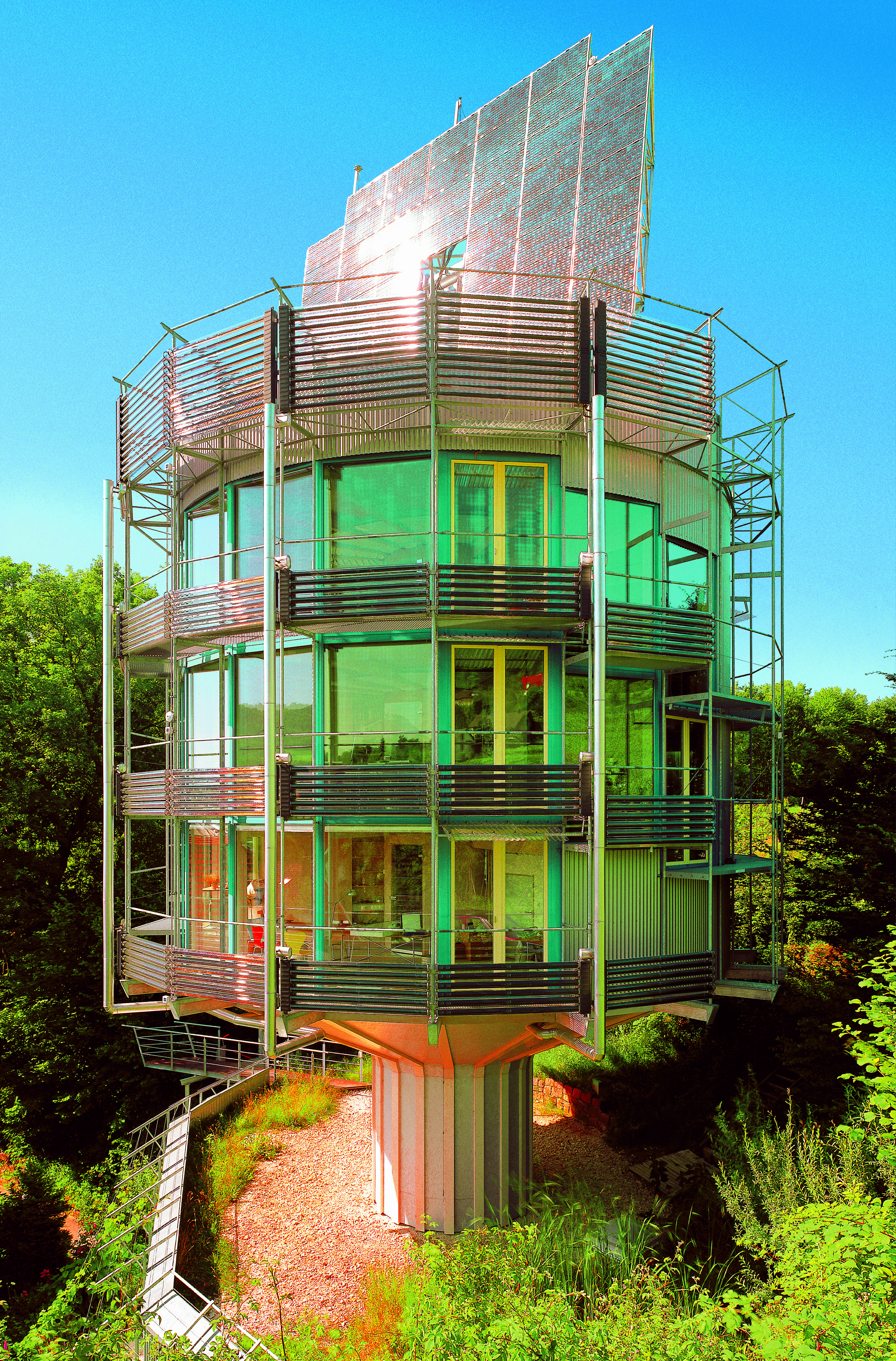
Heliotropo en Vauban Friburgo, 1994
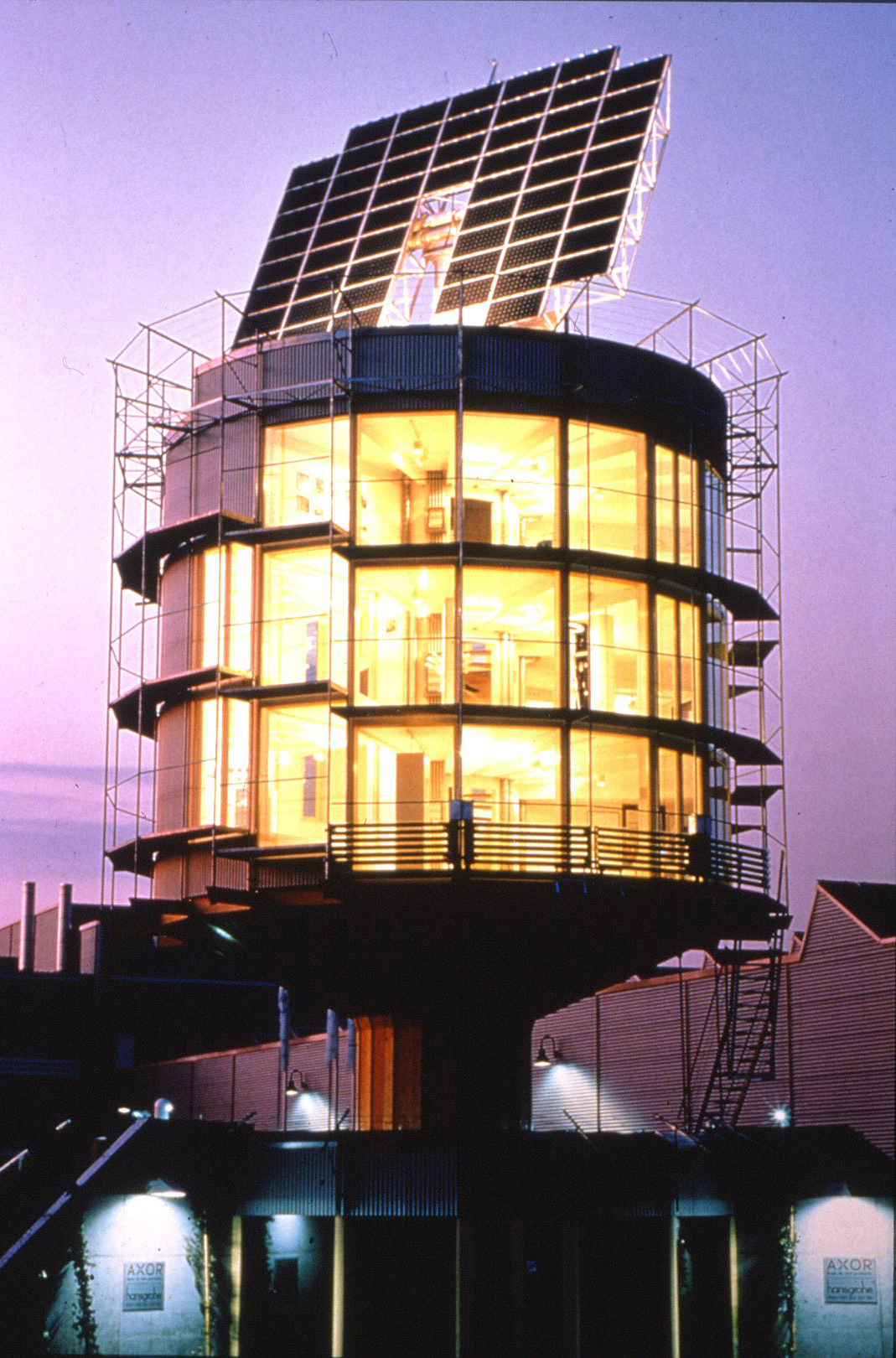
Heliotropo construido para Hansgrohe en Offenburg, 1994
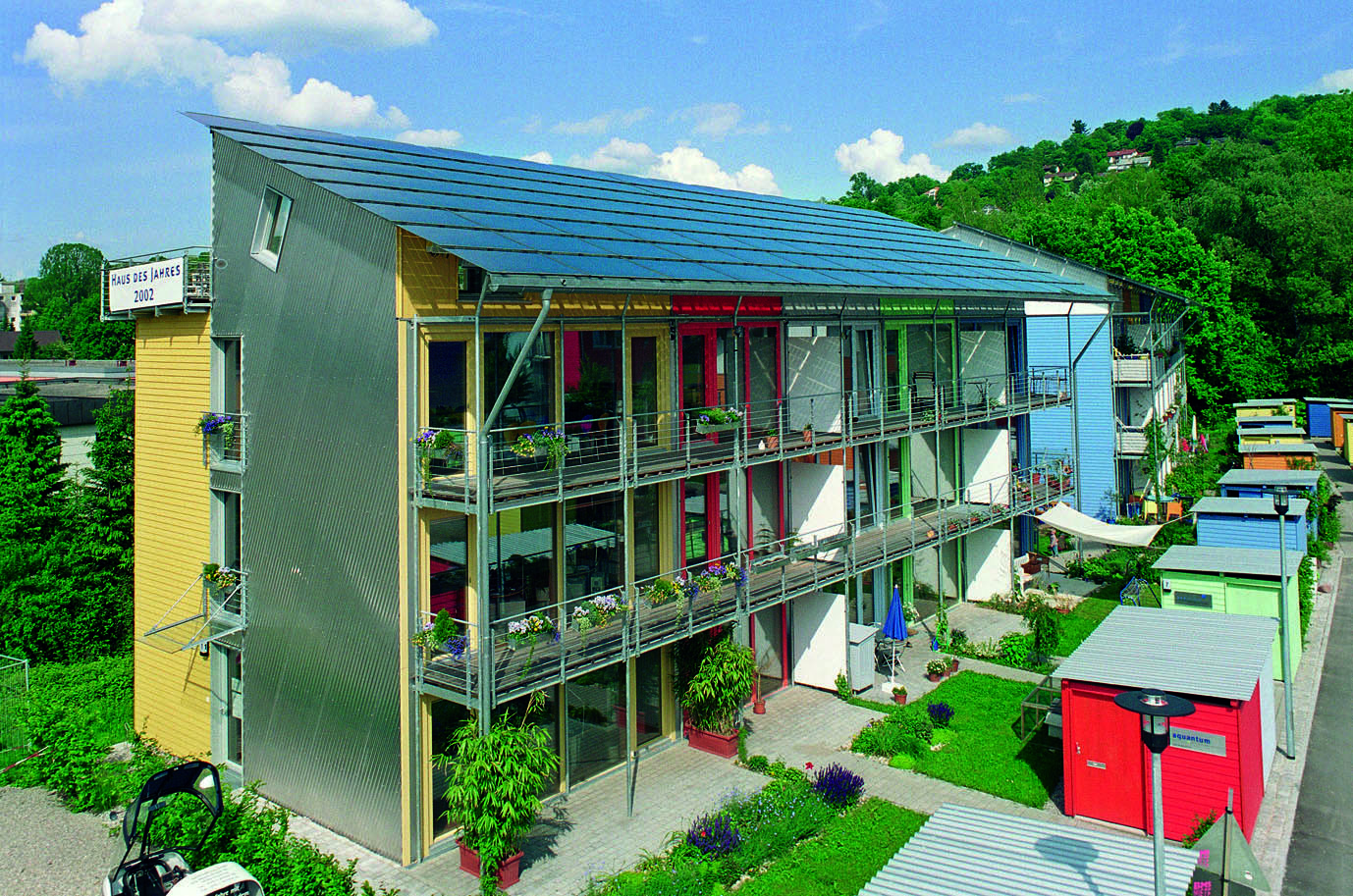
Una casa PlusEnergy diseñada por Rolf Disch Solar Architecture, 2000
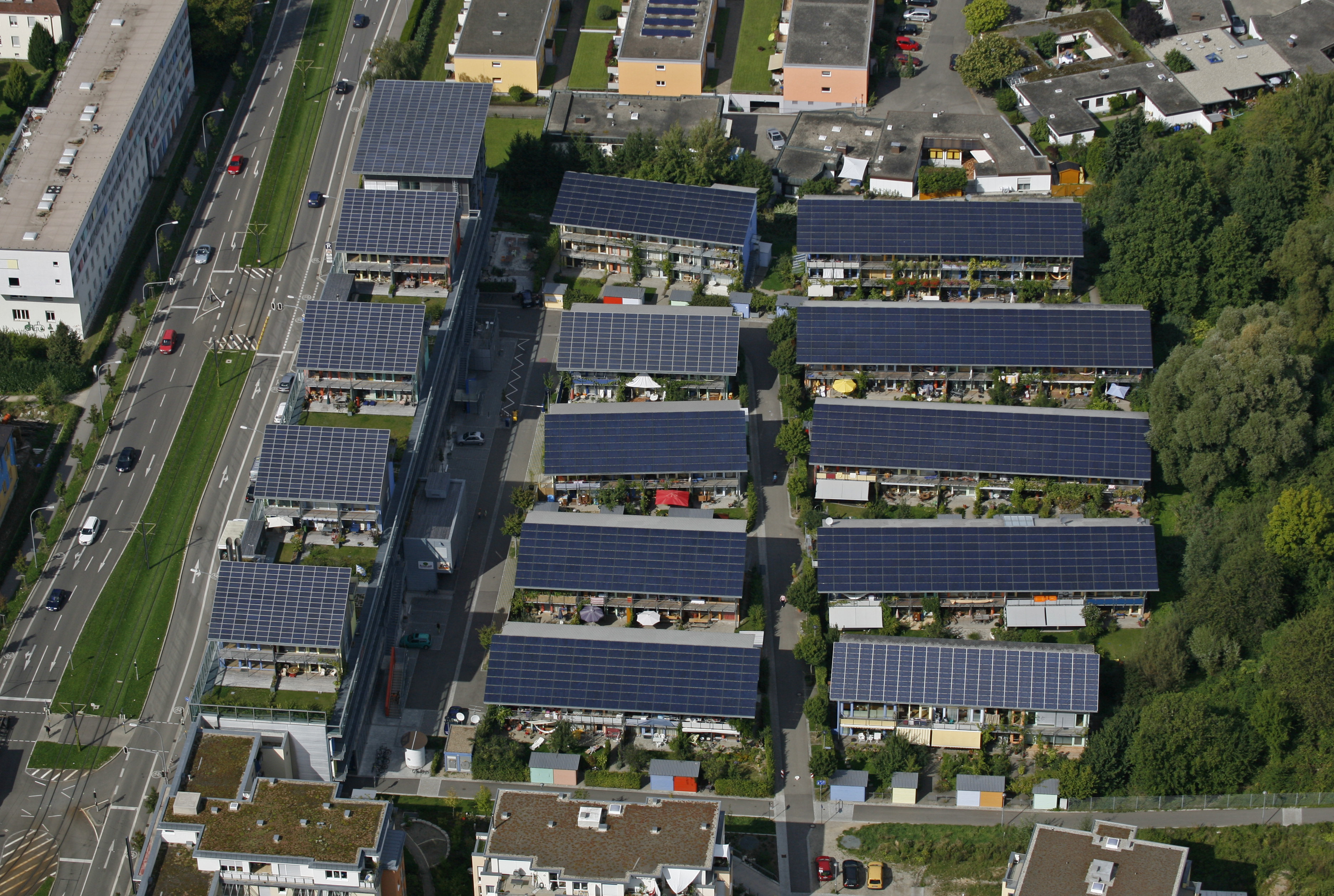
59 hogares PlusEnergy : el asentamiento solar en Vauban Friburgo, 2002
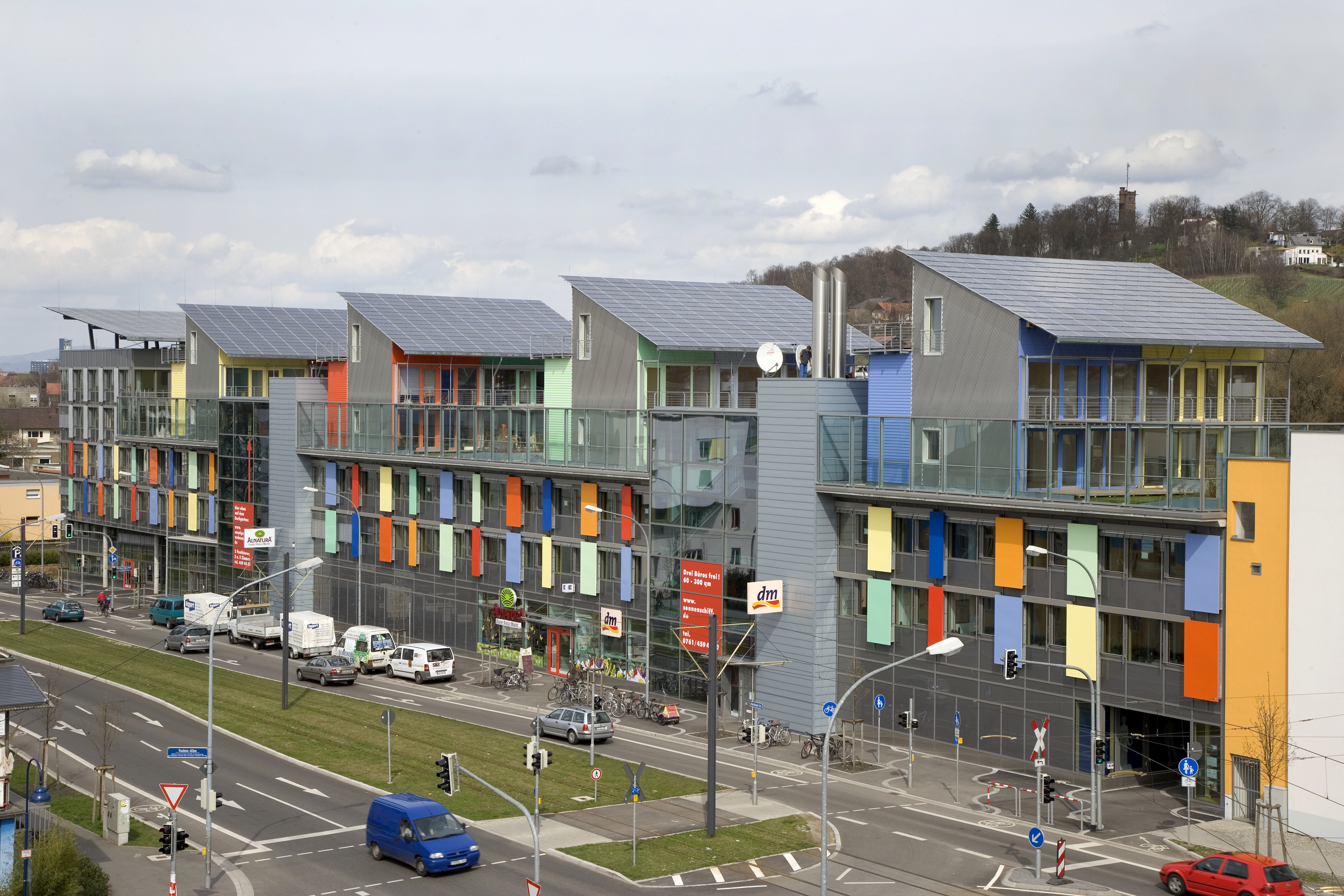
El barco solar PlusEnergy en Vauban Friburgo, 2004